# Włodzimierz Marciniak
Włodzimierz Aleksander Marciniak (ur. 31 marca 1954 w Łodzi) – polski politolog, sowietolog i rosjoznawca, doktor habilitowany nauk humanistycznych, nauczyciel akademicki, dyplomata. Ambasador Rzeczypospolitej Polskiej w Federacji Rosyjskiej (2016–2020). Brat Piotra Marciniaka.

## Życiorys
W 1976 ukończył studia politologiczne na Wydziale Dziennikarstwa i Nauk Politycznych Uniwersytetu Warszawskiego. W latach 1977–1980 odbywał studia doktoranckie w Instytucie Socjologii UW. W 1989 uzyskał w Instytucie Filozofii UW stopień naukowy doktora nauk humanistycznych na podstawie pracy Teoria w poszukiwaniu praktyki. Przesłanki filozoficzne marksowskiej myśli społecznej (promotor: Marek Siemek). W 2001 w Instytucie Studiów Politycznych Polskiej Akademii Nauk uzyskał stopień doktora habilitowanego nauk humanistycznych w zakresie nauk o polityce na podstawie pracy Rozgrabione imperium. Upadek Związku Sowieckiego i powstanie Federacji Rosyjskiej.
Od 1980 był pracownikiem naukowym Szkoły Głównej Planowania i Statystyki (od 1991 Szkoły Głównej Handlowej), gdzie pełnił funkcje asystenta, starszego asystenta i adiunkta w Katedrze Socjologii i Politologii, a następnie Katedrze Nauk Politycznych. W latach 1991–1992 sprawował funkcję prodziekana Wydziału Ekonomiczno-Społecznego SGH. Od 1992 do 1997 pracował na stanowisku radcy w Ambasadzie RP w Moskwie. W latach 1997–2006 był adiunktem, a w latach 2001–2002 kierownikiem Katedry Studiów Politycznych SGH.
Od 2000 związany z Instytutem Studiów Politycznych Polskiej Akademii Nauk, gdzie pracował jako adiunkt, a od 2002 pełni funkcję docenta. Od tego samego roku jest także kierownikiem Zakładu Porównawczych Badań Postsowieckich. W latach 2006–2008 był zatrudniony na stanowisku adiunkta w Studium Europy Wschodniej Uniwersytetu Warszawskiego. W 2006 został zatrudniony na stanowisku profesora w Zakładzie Stosunków Międzynarodowych i Bezpieczeństwa Narodowego Wyższej Szkoły Biznesu – National-Louis University w Nowym Sączu. Objął stanowisko profesora w Akademii Ignatianum w Krakowie.
Od 2001 jest członkiem redakcji czasopisma „Obóz”. Od 2008 zasiada w Polsko-Rosyjskiej Grupie ds. Trudnych.
W 2010 prezydent RP Lech Kaczyński powołał go na członka Narodowej Rady Rozwoju.
13 października 2016 objął stanowisko ambasadora RP w Rosji. 9 listopada 2016 złożył listy uwierzytelniające na ręce prezydenta Władimira Putina. Stanowisko pełnił do 31 lipca 2020.
W pracy naukowej zajmuje się głównie tematyką współczesnej Rosji oraz rosyjskiej myśli politycznej i społecznej. Jest autorem licznych artykułów naukowych i publicystycznych, uczestnikiem konferencji i programów badawczych oraz komentatorem bieżących wydarzeń politycznych w Rosji.
Wszedł w skład komitetu wspierającego kandydaturę Karola Nawrockiego na prezydenta RP w wyborach w 2025.

## Publikacje
- Rozgrabione imperium: upadek Związku Sowieckiego i powstanie Federacji Rosyjskiej, Kraków: Arcana, 2001, 2004.
- Inne wymiary polityki, Warszawa: Instytut Studiów Politycznych Polskiej Akademii Nauk, 2013.